# ريتشارد باومان
ريتشارد باومان (بالألمانية: Richard Baumann)‏ هو مؤلف وكاتب ألماني، ولد في 5 أغسطس 1899، وتوفي في 2 يناير 1997.